# Billy Hamill
Billy Hamill, właśc. William Gordon Hamill (ur. 23 maja 1970 w Arcadii) – amerykański żużlowiec.

## Życiorys
Trzykrotnie stawał na podium indywidualnych mistrzostw świata: w 1996 został mistrzem świata, w 1997 i 2000 został wicemistrzem. Przed Grand Prix 2003 zrezygnował z IMŚ, motywując to zbyt niskimi premiami przy bardzo wysokich kosztach uczestnictwa w turniejach (stałym uczestnikiem – z numerem 25 – został pierwszy rezerwowy Hans Andersen).
Wielokrotnie zdobywał medale Indywidualnych Mistrzostw USA. Zdobywał także medale z klubami w lidze angielskiej, lidze szwedzkiej i lidze polskiej.
We wrześniu 2008 zakończył sportową karierę z powodu kontuzji, wystąpił jednak 7 lipca 2012 w ekipie USA w DPŚ w Bydgoszczy.
Po zakończeniu kariery zaangażował się w rozwój żużla na terenie Stanów Zjednoczonych, m.in. zajmując się akademią żużlową.

## Przynależność klubowa
Wielka Brytania
- Cradley Heath Heathens (1990–1996)
- Belle Vue Aces (1997)
- Coventry Bees (1998–2003)
- Oxford Cheetahs (2005)
- Wolverhampton Wolves (2006–2007)

Szwecja
- Smederna Eskilstuna (1991–2006)
- Masarna Avesta (2007)

Polska
- ROW Rybnik (1992)
- Stal Gorzów Wielkopolski (1994–1995)
- GKM Grudziądz (1996–2000)
- ZKŻ Zielona Góra (2001–2003)
- GTŻ Grudziądz (2004)
- ZKŻ Zielona Góra (2006–2007)

Dania
- Fjelsted Speedway Klub (1993–1994)

Niemcy
- RG Parchim/Wolfslake (2004)

Włochy
- MC Lonigo (2004)

## Starty w Grand Prix (Indywidualnych Mistrzostwach Świata na Żużlu)

### Zwycięstwa w poszczególnych zawodach Grand Prix
| Nr | Dzień       | Rok  | Nazwa              | Miejscowość     | Tor                    | Długość toru |
| -- | ----------- | ---- | ------------------ | --------------- | ---------------------- | ------------ |
| 1. | 17 czerwca  | 1995 | Grand Prix Austrii | Wiener Neustadt | ÖAMTC Zweigverein      | 387m         |
| 2. | 10 sierpnia | 1996 | Grand Prix Szwecji | Linköping       | Motorstadium           | 330m         |
| 3. | 21 września | 1996 | Grand Prix Danii   | Vojens          | Vojens Speedway Center | 300m         |
| 4. | 6 maja      | 2000 | Grand Prix Czech   | Praga           | Stadion Markéta        | 353m         |
| 5. | 23 września | 2000 | Grand Prix Europy  | Bydgoszcz       | Stadion Polonii        | 348m         |
| 6. | 18 sierpnia | 2001 | Grand Prix Czech   | Praga           | Stadion Markéta        | 353m         |

### Miejsca na podium
| Nr  | Dzień       | Rok  | Nazwa                        | Miejscowość     | Tor                    | Miejsce | Punkty | Biegi           | Zwycięzca        |
| --- | ----------- | ---- | ---------------------------- | --------------- | ---------------------- | ------- | ------ | --------------- | ---------------- |
| 1.  | 17 czerwca  | 1995 | Grand Prix Austrii           | Wiener Neustadt | ÖAMTC Zweigverein      | 1.      | 13     | (3,1,1,2,3,3)   | –                |
| 2.  | 8 lipca     | 1995 | Grand Prix Niemiec           | Abensberg       | Motorstadion           | 3.      | 12     | (3,1,3,2,2,1)   | Tommy Knudsen    |
| 3.  | 1 czerwca   | 1996 | Grand Prix Włoch             | Lonigo          | Stadion Santa Marina   | 2.      | 15     | (1,3,3,3,3,2)   | Hans Nielsen     |
| 4.  | 10 sierpnia | 1996 | Grand Prix Szwecji           | Linköping       | Motorstadium           | 1.      | 15     | (2,3,2,2,3,3)   | –                |
| 5.  | 31 sierpnia | 1996 | Grand Prix Wielkiej Brytanii | Londyn          | Hackney Stadium        | 3.      | 11     | (3,1,2,2,2,1)   | Jason Crump      |
| 6.  | 21 września | 1996 | Grand Prix Danii             | Vojens          | Vojens Speedway Center | 1.      | 16     | (3,3,3,3,1,3)   | –                |
| 7.  | 17 maja     | 1997 | Grand Prix Czech             | Praga           | Stadion Markéta        | 2.      | 14     | (2,1,3,3,3,2)   | Greg Hancock     |
| 8.  | 9 sierpnia  | 1997 | Grand Prix Wielkiej Brytanii | Bradford        | Bradford Stadium       | 2.      | 12     | (3,1,2,2,2,2)   | Brian Andersen   |
| 9.  | 30 sierpnia | 1997 | Grand Prix Polski            | Wrocław         | Stadion Olimpijski     | 2.      | 15     | (3,3,2,2,3,2)   | Greg Hancock     |
| 10. | 15 maja     | 1998 | Grand Prix Czech             | Praga           | Stadion Markéta        | 2.      | 20     | (2,1,3,2,2)     | Tony Rickardsson |
| 11. | 6 czerwca   | 1998 | Grand Prix Niemiec           | Pocking         | Rottalstadion          | 3.      | 18     | (2,2,3,1)       | Tony Rickardsson |
| 12. | 6 maja      | 2000 | Grand Prix Czech             | Praga           | Stadion Markéta        | 1.      | 25     | (3,2,2,3,2,3)   | –                |
| 13. | 1 lipca     | 2000 | Grand Prix Polski            | Wrocław         | Stadion Olimpijski     | 2.      | 20     | (1,3,3,3,2,3,2) | Tony Rickardsson |
| 14. | 23 września | 2000 | Grand Prix Europy            | Bydgoszcz       | Stadion Polonii        | 1.      | 25     | (2,0,3,2,3)     | –                |
| 15. | 18 sierpnia | 2001 | Grand Prix Czech             | Praga           | Stadion Markéta        | 1.      | 25     | (2,2,3,2,2,3)   | –                |
| 16. | 28 września | 2002 | Grand Prix Danii             | Vojens          | Vojens Speedway Center | 3.      | 18     | (3,2,3,2,2,1)   | Tony Rickardsson |

### Punkty w poszczególnych zawodachGrand Prix
| Sezon | Numer | 1      | 2      | 3      | 4      | 5        | 6      | 7     | 8     | 9      | 10    | Msc. | Pkt. |
| ----- | ----- | ------ | ------ | ------ | ------ | -------- | ------ | ----- | ----- | ------ | ----- | ---- | ---- |
| 1995  | 18    | POL 4  | AUT 20 | DEU 17 | SWE 11 | DNK 13   | GBR 15 |       |       |        |       | 5    | 80   |
| 1996  | 5     | POL 16 | ITA 20 | DEU 9  | SWE 25 | GBR 18   | DNK 25 |       |       |        |       | 1    | 113  |
| 1997  | 1     | CZE 20 | SWE 12 | DEU 16 | GBR 20 | POL 20   | DNK 13 |       |       |        |       | 2    | 101  |
| 1998  | 2     | CZE 20 | DEU 18 | DNK 6  | GBR 12 | SWE 5    | POL 1  |       |       |        |       | 9    | 62   |
| 1999  | 22    | CZE 2  | SWE 3  | POL 3  | GBR 6  | POL II 6 | DNK 15 |       |       |        |       | 18   | 35   |
| 2000  | 11    | CZE 25 | SWE 6  | POL 20 | GBR 5  | DNK 14   | EUR 25 |       |       |        |       | 2    | 95   |
| 2001  | 2     | DEU 5  | GBR 3  | DNK 4  | CZE 25 | POL 16   | SWE 8  |       |       |        |       | 6    | 61   |
| 2002  | 6     | NOR 11 | POL 11 | GBR 7  | SVN 7  | SWE 7    | CZE 13 | SCA 6 | EUR 8 | DNK 18 | AUS 7 | 9    | 95   |

| Statystyki        | Statystyki |
| ----------------- | ---------- |
| Starty            | 52         |
| Zwycięstwa        | 6          |
| Miejsca na podium | 16         |
| Finalista         | 19         |
| Punkty            | 642        |

## Osiągnięcia
Indywidualne Mistrzostwa Świata
- 1991 –  Göteborg – 10. miejsce – 6 pkt → wyniki
- 1993 –  Pocking – 9. miejsce – 7 pkt → wyniki
- 1994 –  Vojens – jako rezerwowy – 1 pkt → wyniki
- 1995 – 6 rund – 5. miejsce – 80 pkt → wyniki
- 1996 – 6 rund – 1. miejsce – 113 pkt → wyniki
- 1997 – 6 rund – 2. miejsce – 101 pkt → wyniki
- 1998 – 6 rund – 9. miejsce – 62+ns pkt → wyniki
- 1999 – 6 rund – 18. miejsce – 35 pkt → wyniki
- 2000 – 6 rund – 2. miejsce – 95 pkt → wyniki
- 2001 – 6 rund – 6. miejsce – 61 pkt → wyniki
- 2002 – 10 rund – 9. miejsce – 95 pkt → wyniki

Po Grand Prix 2002 zrezygnował z IMŚ.
Drużynowe Mistrzostwa Świata
- 1990 –  Pardubice – 1. miejsce → wyniki
- 1991 –  Vojens – 3. miejsce → wyniki
- 1992 –  Kumla – 1. miejsce → wyniki
- 1993 –  Coventry – 1. miejsce → wyniki
- 1994 –  Brokstedt – 5. miejsce → wyniki
- 1995 –  Bydgoszcz – 3. miejsce → wyniki
- 1998 –  Vojens – 1. miejsce → wyniki
- 1999 –  Pardubice – 3. miejsce → wyniki
- 2000 –  Coventry – 3. miejsce → wyniki

Drużynowy Puchar Świata
- 2001 – Zawody finałowe odbywały się w  Polsce – 5. miejsce → wyniki
- 2002 – Zawody finałowe odbywały się w  Wielkiej Brytanii – 6. miejsce → wyniki
- 2006 – Zawody finałowe odbywały się w  Wielkiej Brytanii – 6. miejsce → wyniki
- 2012 – Zawody finałowe odbywały się w  Szwecji – 8. miejsce → wyniki

Indywidualne Mistrzostwa USA
- 1988 – Costa Mesa – 6. miejsce – 9 pkt → wyniki – Patron AMA
- 1989 – Costa Mesa – 2. miejsce – 13 pkt → wyniki – Patron AMA
- 1990 – Costa Mesa – 3. miejsce – 12 pkt → wyniki – Patron AMA
- 1992 – Costa Mesa – 3. miejsce – 11+3 pkt → wyniki – Patron SRA
- 1993 – Costa Mesa – 4. miejsce – 11 pkt → wyniki – Patron SRA
- 1997 – Costa Mesa – 4. miejsce – 14+0 pkt → wyniki – Patron SRA
- 1999 – Auburn – 1. miejsce – 12+3 pkt → wyniki – Patron AMA
- 2000 – Auburn – 3. miejsce – 15+1 pkt → wyniki – Patron AMA
- 2001 – Auburn – 1. miejsce – 14 pkt → wyniki – Patron AMA
- 2002 – Costa Mesa – 1. miejsce – 11 pkt → wyniki – Patron SRA
- 2002 – 3 rundy – 1. miejsce – 55 pkt → wyniki – Patron AMA
- 2003 – 2 rundy – 4. miejsce – 33 pkt → wyniki – Patron AMA
- 2004 – 3 rundy – 2. miejsce – 55 pkt → wyniki – Patron AMA
- 2005 – 3 rundy – 2. miejsce – 55 pkt → wyniki – Patron AMA
- 2006 – 3 rundy – 2. miejsce – 53 pkt → wyniki – Patron AMA
- 2007 – 3 rundy – 1. miejsce – 60 pkt → wyniki – Patron AMA
- 2007 – 1. miejsce – 12+4 pkt → wyniki – Patron SRA
- 2008 – 3 rundy – 12. miejsce – 18 pkt → wyniki – Patron AMA

### Drużynowe Mistrzostwa Polski
Źródło.
Legenda:      awans      spadek
| Sezon | Liga       | Klub                            | Miejsce | Mecze | Biegi | Punkty | Bonusy | Razem | Śr. bieg. | Zwycięzca ligi                   | Mistrz Polski                    |
| ----- | ---------- | ------------------------------- | ------- | ----- | ----- | ------ | ------ | ----- | --------- | -------------------------------- | -------------------------------- |
| 1992  | II Liga    | Jeanette ROW Rybnik             | 1.      | 7     | 33    | 86     | 8      | 94    | 2,848     | –                                | Polonia Bydgoszcz                |
| 1994  | I Liga     | Stal Brunat Gorzów              | 4.      | 8     | 41    | 96     | 2      | 98    | 2,390     | Sparta Polsat Wrocław            | Sparta Polsat Wrocław            |
| 1995  | I Liga     | Stal Michael Gorzów             | 6.      | 7     | 34    | 73     | 2      | 75    | 2,206     | Sparta Polsat Wrocław            | Sparta Polsat Wrocław            |
| 1996  | I Liga     | GKM Browary Bydgoskie Grudziądz | 9.      | 14    | 77    | 184    | 4      | 188   | 2,442     | Włókniarz Malma Częstochowa      | Włókniarz Malma Częstochowa      |
| 1997  | II Liga    | Browary Bydgoskie GKM Grudziądz | 1.      | 10    | 54    | 133    | 11     | 144   | 2,667     | –                                | Jutrzenka Polonia Bydgoszcz      |
| 1998  | I Liga     | Kuntersztyn GKM Grudziądz       | 7.      | 14    | 74    | 161    | 10     | 171   | 2,311     | Jutrzenka Polonia Bydgoszcz      | Jutrzenka Polonia Bydgoszcz      |
| 1999  | I Liga     | Kuntersztyn Roleski Grudziądz   | 8.      | 15    | 77    | 160    | 14     | 174   | 2,260     | Ludwik Polonia Piła              | Ludwik Polonia Piła              |
| 2000  | I Liga     | Kuntersztyn Quick Mix Grudziądz | 2.      | 7     | 38    | 96     | 1      | 97    | 2,553     | ZKŻ Polmos Zielona Góra          | Polonia Bydgoszcz                |
| 2001  | Ekstraliga | ZKŻ Polmos Zielona Góra         | 8.      | 12    | 63    | 142    | 10     | 152   | 2,413     | Apator Adriana Toruń             | Apator Adriana Toruń             |
| 2002  | I Liga     | ZKŻ Quick Mix Zielona Góra      | 1.      | 7     | 36    | 91     | 6      | 97    | 2,694     | –                                | Point S Polonia Bydgoszcz        |
| 2003  | Ekstraliga | ZKŻ Quick Mix Zielona Góra      | 5.      | 9     | 47    | 95     | 7      | 102   | 2,170     | Top Secret Włókniarz Częstochowa | Top Secret Włókniarz Częstochowa |
| 2004  | I Liga     | Kunter GTŻ Grudziądz            | 5.      | 8     | 38    | 81     | 4      | 85    | 2,237     | Lotos Gdańsk                     | Unia Tarnów                      |
| 2006  | Ekstraliga | ZKŻ Kronopol Zielona Góra       | 1.      | 11    | 50    | 93     | 13     | 106   | 2,120     | –                                | Atlas Wrocław                    |
| 2007  | Ekstraliga | ZKŻ Kronopol Zielona Góra       | 7.      | 1     | 4     | 2      | 0      | 2     | 0,500     | Unia Leszno                      | Unia Leszno                      |

Podsumowanie:
| Sezony | Mecze | Biegi | Pkt  | Bonusy | Razem | Średnia/bg | Średnia/mc |
| ------ | ----- | ----- | ---- | ------ | ----- | ---------- | ---------- |
| 14     | 130   | 666   | 1493 | 92     | 1585  | 2,380      | 12,192     |

## Inne ważniejsze turnieje
Memoriał Edwarda Jancarza w Gorzowie Wielkopolskim
- 1994 – 3. miejsce – 11+3 pkt → wyniki